# Assemblée de la République (Portugal)
Pour les autres articles nationaux ou selon les autres juridictions, voir Assemblée de la République.
XVIIe législature
Palais de São Bento
L'Assemblée de la République (en portugais : Assembleia da República) est le parlement monocaméral de la République portugaise depuis le 25 avril 1976. Elle est composée de 230 députés élus pour un mandat de quatre ans à la proportionnelle et exerce le pouvoir législatif, vote le budget et contrôle l'action du gouvernement. Elle siège au palais de São Bento, à Lisbonne.
Les dernières élections législatives se sont tenues le 18 mai 2025. L'Assemblée est présidée, depuis le 27 mars 2024, par José Pedro Aguiar-Branco.

## Structure et rôle

### Système électoral
L'Assemblée est composée de 230 sièges pourvus pour quatre ans au scrutin proportionnel plurinominal à listes bloquées dans 22 circonscriptions électorales de 2 à 48 sièges. Après décompte des voix, la répartition des sièges se fait à la proportionnelle selon la méthode D'Hondt, sans seuil électoral prédéfini.
Dix-huit circonscriptions correspondent aux districts du Portugal et totalisent 215 sièges, répartis en proportion de leurs populations respectives avec un maximum de 48 pour le district de la capitale Lisbonne. Les régions autonomes de Madère et des Açores ont, quant à elles, six et cinq sièges respectivement. Enfin, les Portugais de la diaspora disposent de quatre sièges, deux dans une circonscription « Europe » et deux autres dans une circonscription « Hors d'Europe ».
Sont électeurs les citoyens âgés de plus de 18 ans. Les femmes ont le droit de vote depuis 1976.

### Répartition des sièges
| Circonscription  | Députés |  |
| Aveiro           | 16      |  |
| Beja             | 3       |  |
| Braga            | 19      |  |
| Bragance         | 3       |  |
| Castelo Branco   | 4       |  |
| Coimbra          | 9       |  |
| Évora            | 3       |  |
| Faro             | 9       |  |
| Guarda           | 3       |  |
| Leiria           | 10      |  |
| Lisbonne         | 48      |  |
| Portalegre       | 2       |  |
| Porto            | 40      |  |
| Santarém         | 9       |  |
| Setúbal          | 19      |  |
| Viana do Castelo | 5       |  |
| Vila Real        | 5       |  |
| Viseu            | 8       |  |
| Açores           | 5       |  |
| Madère           | 6       |  |
| Europe           | 2       |  |
| Hors d'Europe    | 2       |  |
| Total            | 230     |  |

### Fonctions

Drapeau de l'Assemblée

L'Assemblée exerce le pouvoir législatif. Elle vote les lois et le budget, ratifie les traités internationaux et peut modifier la Constitution (à la majorité des deux-tiers).
Le gouvernement est responsable devant elle.
À cet égard, tout nouveau gouvernement est tenu de présenter son programme dans un délai de dix jours après sa prestation de serment. Les députés ont la capacité de voter une motion de censure et de convoquer les ministres et secrétaires d'État en commission. Enfin, tous les mois, un débat thématique a lieu avec le Premier ministre, le thème étant fixé par un groupe parlementaire puis le chef du gouvernement, par roulement.
Elle a également pour tâche de désigner dix des treize membres du Tribunal constitutionnel et cinq membres du Conseil d'État.

### Président
Le président de l'Assemblée de la République est, dans l'ordre protocolaire et constitutionnel, le deuxième personnage de l'État portugais. Dans des circonstances particulières, il est amené à assurer l'intérim de la présidence de la République en cas de vacance à ce poste. Il doit conduire les débats, organiser les travaux parlementaires et faire respecter l'ordre dans l'enceinte du bâtiment parlementaire.
Le libéral-conservateur José Pedro Aguiar-Branco assume cette fonction depuis le 27 mars 2024. Il est réélu le 3 juin 2025.

## Historique des législatures
| Législature  | Élections | Début            | Fin              | Composition | Composition                                                                                               | Présidence                                                                         |
| ------------ | --------- | ---------------- | ---------------- | ----------- | --- | ---------------------------------------------------------------------------------- |
| Constituante | 1975      | 2 juin 1975      | 2 avril 1976     |             | - PS (116) - PPD (81) - PCP (30) - CDS (16) - MDP/CDE (5) - UDP (1) - ADIM (1)                            | Henrique de Barros                                                                 |
| Ier          | 1976      | 3 juin 1976      | 12 novembre 1980 |             | - PS (107) - PPD (73) - CDS (42) - PCP (40) - UDP (1)                                                     | Vasco da Gama Fernandes Teófilo Carvalho dos Santos Leonardo Ribeiro de Almeida    |
| Ier          | 1979      | 3 juin 1976      | 12 novembre 1980 |             | - PPD/PSD (80) - PS (74) - PCP (44) - CDS (43) - PPM (5) - MDP/CDE (3) - UDP (1)                          | Vasco da Gama Fernandes Teófilo Carvalho dos Santos Leonardo Ribeiro de Almeida    |
| IIe          | 1980      | 13 novembre 1980 | 30 mai 1983      |             | - PPD/PSD (82) - PS (66) - CDS (46) - PCP (39) - PPM (6) - ASDI (4) - UEDS (4) - MDP/CDE (2) - UDP (1)    | Leonardo Ribeiro de Almeida Francisco de Oliveira Dias Leonardo Ribeiro de Almeida |
| IIIe         | 1983      | 31 mai 1983      | 3 novembre 1985  |             | - PS (101) - PPD/PSD (75) - PCP (41) - CDS (30) - MDP/CDE (3)                                             | Manuel Alfredo Tito de Morais Fernando do Amaral                                   |
| IVe          | 1985      | 11 novembre 1985 | 12 août 1987     |             | - PPD/PSD (88) - PS (57) - PRD (45) - PCP (35) - CDS (22) - MDP/CDE (3)                                   | Fernando do Amaral                                                                 |
| Ve           | 1987      | 13 août 1987     | 3 novembre 1991  |             | - PPD/PSD (148) - PS (60) - PCP (29) - PRD (7) - CDS (4) - PEV (2)                                        | Vítor Crespo                                                                       |
| VIe          | 1991      | 4 novembre 1991  | 26 octobre 1995  |             | - PPD/PSD (135) - PS (72) - PCP (15) - CDS (5) - PEV (2) - PSN (1)                                        | António Barbosa de Melo                                                            |
| VIIe         | 1995      | 27 octobre 1995  | 24 octobre 1999  |             | - PS (112) - PPD/PSD (88) - CDS-PP (15) - PCP (13) - PEV (2)                                              | António de Almeida Santos                                                          |
| VIIIe        | 1999      | 25 octobre 1999  | 4 avril 2002     |             | - PS (115) - PPD/PSD (81) - CDS-PP (15) - PCP (15) - PEV (2) - BE (2)                                     | António de Almeida Santos                                                          |
| IXe          | 2002      | 4 avril 2002     | 9 mars 2005      |             | - PPD/PSD (105) - PS (96) - CDS-PP (14) - PCP (10) - PEV (2) - BE (3)                                     | Mota Amaral                                                                        |
| Xe           | 2005      | 10 mars 2005     | 14 octobre 2009  |             | - PS (121) - PPD/PSD (75) - CDS-PP (12) - PCP (12) - BE (8) - PEV (2)                                     | Jaime Gama                                                                         |
| XIe          | 2009      | 15 octobre 2009  | 19 juin 2011     |             | - PS (97) - PPD/PSD (81) - CDS-PP (21) - BE (16) - PCP (13) - PEV (2)                                     | Jaime Gama                                                                         |
| XIIe         | 2011      | 22 juin 2011     | 22 octobre 2015  |             | - PPD/PSD (108) - PS (74) - CDS-PP (24) - PCP (14) - BE (8) - PEV (2)                                     | Assunção Esteves                                                                   |
| XIIIe        | 2015      | 23 octobre 2015  | 24 octobre 2019  |             | - PPD/PSD (89) - PS (86) - BE (19) - CDS-PP (18) - PCP (15) - PEV (2) - PAN (1)                           | Eduardo Ferro Rodrigues                                                            |
| XIVe         | 2019      | 25 octobre 2019  | 4 décembre 2021  |             | - PS (108) - PPD/PSD (79) - BE (19) - PCP (10) - CDS-PP (5) - PAN (4) - PEV (2) - IL (1) - CH (1) - L (1) | Eduardo Ferro Rodrigues                                                            |
| XVe          | 2022      | 28 mars 2022     | 15 janvier 2024  |             | - PS (120) - PPD/PSD (77) - CH (12) - IL (8) - BE (5) - PCP (6) - PAN (1) - L (1)                         | Augusto Santos Silva                                                               |
| XVIe         | 2024      | 26 mars 2024     | 2 juin 2025      |             | - PPD/PSD (78) - PS (78) - CH (50) - IL (8) - BE (5) - PCP (4) - L (4) - CDS-PP (2) - PAN (1)             | José Pedro Aguiar-Branco                                                           |
| XVIIe        | 2025      | 3 juin 2025      | en cours         |             | - PPD/PSD (89) - CH (60) - PS (58) - IL (9) - L (6) - PCP (3) - CDS-PP (2) - BE (1) - PAN (1) - JPP (1)   | José Pedro Aguiar-Branco                                                           |